# Бишківська сільська рада (Козівський район)
Би́шківська сільська́ ра́да — адміністративно-територіальна одиниця та орган місцевого самоврядування в Козівському районі Тернопільської області. Адміністративний центр — село Бишки.

## Загальні відомості
- Територія ради: 0,42 км²
- Населення ради: 580 осіб (станом на 2001 рік)
- Територією ради протікає річка Ценівка

## Населені пункти
Сільській раді були підпорядковані населені пункти:
- с. Бишки

## Склад ради
Рада складалася з 15 депутатів та голови.
- Голова ради: Яциків Надія Євгенівна
- Секретар ради: Кобрин Любов Володимирівна

### Керівний склад попередніх скликань
| Прізвище, ім'я, по батькові | Основні відомості                                                                                   | Дата обрання | Дата звільнення |
| --------------------------- | --------------------------------------------------------------------------------------------------- | ------------ | --------------- |
| Яциків Надія Євгенівна      | Сільський голова, 1972 року народження, освіта середня спеціальна, член Української Народної Партії | 26.03.2006   | 31.10.2010      |
| Яциків Надія Євгенівна      | Сільський голова, 1972 року народження, освіта середня спеціальна, позапартійна                     | 31.10.2010   |                 |

Примітка: таблиця складена за даними сайту Верховної Ради України

### Депутати
За результатами місцевих виборів 2010 року депутатами ради стали:

#### За суб'єктами висування
| Суб'єкт висування | Кількість обраних депутатів | %   |
| ----------------- | --------------------------- | --- |
| Самовисування     | 15                          | 100 |

#### За округами
| № округу | Прізвище, ім'я, по батькові  | Дата визнання обраним | Освіта             | Партійна приналежність | Відомості про обраного депутата                    |
| -------- | ---------------------------- | --------------------- | ------------------ | ---------------------- | -------------------------------------------------- |
| 1        | Огородник Андрій Ярославович | 04.11.2010            | незакінчена вища   | позапартійний          | Тернопільський педагогічний, студент               |
| 2        | Кобасовський Ігор Васильович | 04.11.2010            | середня спеціальна | позапартійний          | тимчасово не працює                                |
| 3        | Гетьман Тарас Ігорович       | 29.09.2014            | незакінчена вища   | позапартійний          | Бережанський БАТІ, студент                         |
| 4        | Кобрин Любов Володимирівна   | 04.11.2010            | середня спеціальна | позапартійна           | Бишківська сільська рада, секретар                 |
| 5        | Гірняк Василь Богданович     | 04.11.2010            | середня спеціальна | позапартійний          | тимчасово не працює                                |
| 6        | Філенко Віктор Ігорович      | 04.11.2010            | середня            | позапартійний          | ТВПУ, студент                                      |
| 7        | Парасюк Юрій Васильович      | 04.11.2010            | вища               | позапартійний          | Бишківська загальноосвітня школа І-ІІ ст., вчитель |
| 8        | Лихолат Василь Васильович    | 10.06.2012            | середня спеціальна | позапартійний          | тимчасово не працює                                |
| 9        | Гірняк Богдан Ігорович       | 04.11.2010            | середня спеціальна | позапартійний          | тимчасово не працює                                |
| 10       | Шийка Віталій Степанович     | 04.11.2010            | вища               | позапартійний          | студент                                            |
| 11       | Гуменний Микола Миколайович  | 04.11.2010            | вища               | позапартійний          | студент                                            |
| 12       | Герчак Степан Богданович     | 04.11.2010            | середня спеціальна | позапартійний          | студент                                            |
| 13       | Підлужний Василь Миронович   | 29.09.2014            | незакінчена вища   | позапартійна           | студент, Тернопільський педуніверситет             |
| 14       | Чучак Галина Володимирівна   | 04.11.2010            | середня спеціальна | позапартійна           | тимчасово не працює                                |
| 15       | Гірняк Михайло Володимирович | 04.11.2010            | середня спеціальна | позапартійний          | тимчасово не працює                                |